# Zlipotok
Zlipotok (albanisch auch Zlipotoku, serbisch Зли Поток Zli Potok) ist ein Dorf in der Gemeinde Dragash im Kosovo.
Der Ortsname ist zusammengesetzt aus slawisch zli (bestimmte Form von zao, „schlecht, böse“) und potok „Bach, kleiner Fluss“ und beschreibt ein gefährliches, schlecht überquerbares kleines Fließgewässer.
Das Dorf wurde erstmals im Jahre 1348 erwähnt, in der Urkunde von Kaiser Stefan Dusan, dem Kloster Sv. Erzengel. In der gleichen Chronik wird auch der nahe gelegene Ort des Strators erwähnt, wo nach der Legende ein Zaren-Kavallerie-Lager war.

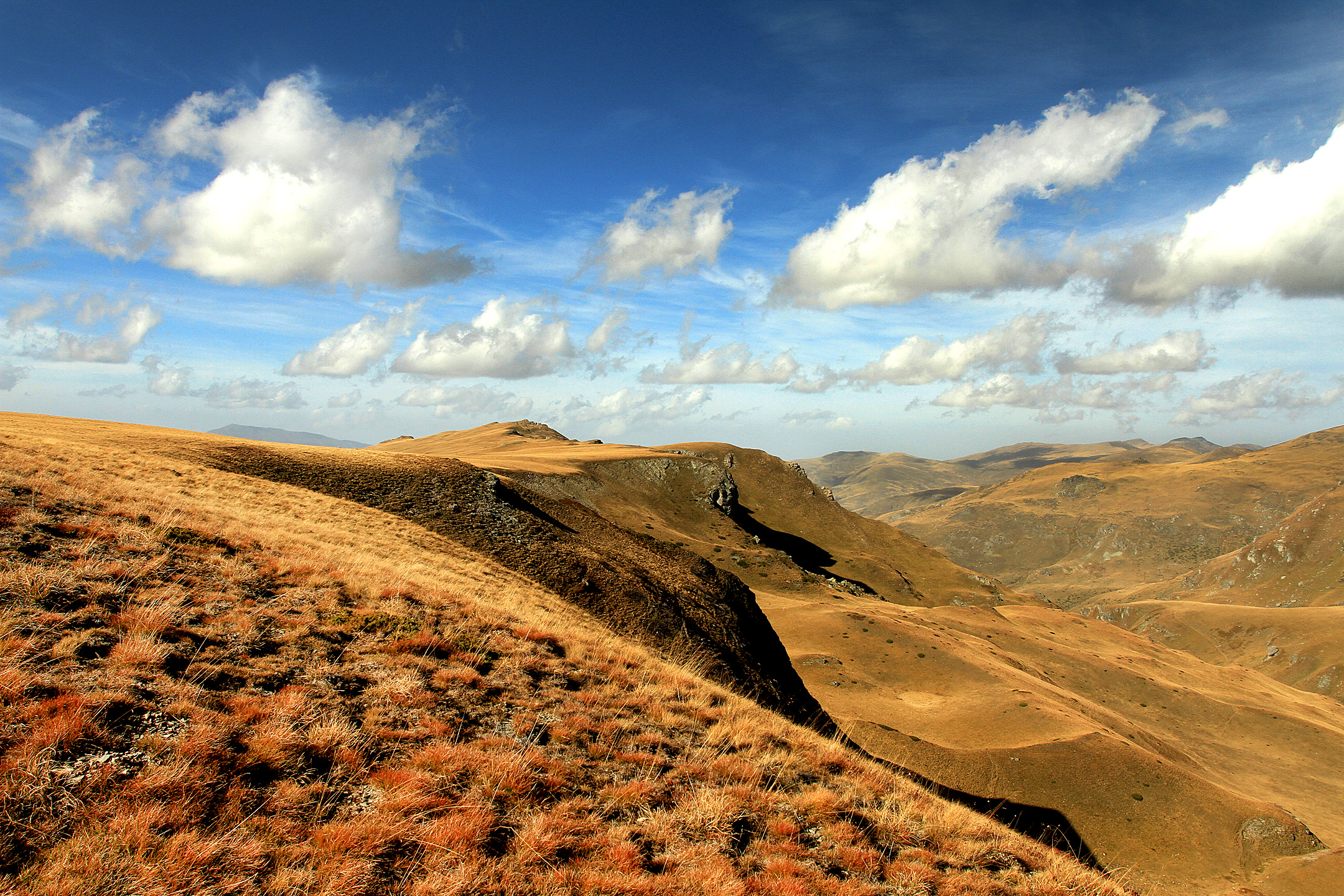
Berglandschaft bei Zlipotok

Nach der türkischen Volkszählung von 1455 waren 10 serbische Häuser in Zlipotok registriert. Im Dorf war eine Kirche der Verklärung, vor der am Tag der Verklärung (19. August) Kongregationen stattfanden.
Heute leben in Zlipotok gemäß 2011 durchgeführter Volkszählung 610 Menschen. Davon bezeichneten sich 380 (62,30 %) als Bosniaken, 199 (32,62 %) als Goranen, zehn (1,64 %) als Türken und acht (1,31 %) als Albaner. 13 weitere Personen gehörten anderen Ethnien an.
| Volkszählung | 1919 | 1948 | 1953 | 1961 | 1971 | 1981 | 1991 | 2011 |
| ------------ | ---- | ---- | ---- | ---- | ---- | ---- | ---- | ---- |
| Einwohner    | 210  | 486  | 488  | 532  | 568  | 625  | 619  | 610  |